# Monts Bakossi
Pour les articles homonymes, voir Bakossi.
Les monts Bakossi sont une chaîne de montagnes faisant partie de la ligne du Cameroun et située à cheval sur la région du Sud-Ouest et celle du Littoral au Cameroun.

## Flore
- Dracaena kupensis
- Impatiens frithii
- Keetia bakossiorum
- Manniella cypripedioides
- Memecylon bakossiense
- Newtonia duncanthomasii
- Octoknema bakossiensis
- Pavetta muiriana
- Psychotria bakossiensis
- Psychotria elephantina
- Talbotiella bakossiensis